# Oberklien
Oberklien (auch Ober-Klien) bildet zusammen mit Unterklien den Stadtteil Klien in Hohenems.

## Namensherkunft
Der Name „Klien“ soll von einem Familiennamen abstammen. 1397 kaufte Hans Klen aus Bagolte ein Grundstück beim Schmalzmahd und der bisherige Name Bagolte wurde durch Klen / Klin / Klien abgelöst. Im Urbar von 1611 wurde bereits der Ortsname Klien neben Bagolte genannt. „Bagolten“ und „Schmalzmähder“ sind noch heute Name von Flurstücken in Unterklien.

## Geschichte
Das Oberklien gehört seit Jahrhunderten zur Herrschaft Hohenems bzw. Stadt Hohenems.
Am 29. Mai 1809 fand eine entscheidende Schlacht bei Oberklien statt. Kurz zuvor waren viele der im Land befindlichen bayrischen Truppen wegen anderer Aufstände abgezogen worden, und die Vorarlberger versuchten diese günstige Gelegenheit zu nutzen, um die Fremdherrschaft abzuschütteln. Oberst Grouvel, der militärische Leiter der Württemberger, wurde mit etwa 1000 Mann von den Freiwilligen geschlagen. Kommandanten der regionalen Aufgebote der Vorarlberger waren u. a. die Schützenmajore Josef Sigmund Nachbauer (Lehrer in Rankweil, 1759–1813), Bernhard Riedmiller (1757–1832) und Josef Christian Müller (1775–1851).
Am selben Tag fand auch die zweite Schlacht am Bergisel in Tirol statt. Durch die verlorene Schlacht bei Wagram am 5. und 6. Juli 1809, bei der Napoleons französische Truppen Erzherzog Karl von Österreichs und die österreichische Armee besiegten, wurde auch der Fünften Koalitionskrieges beendet und die Freiheitsbestrebungen der Vorarlberger fanden ebenfalls ein Ende. Sie mussten sich der französischen Übermacht unter General Beaumont ergeben. Über diesen Freiheitskampf der Vorarlberger findet sich bei Oberklien keine Erinnerungstafel.
Am 7. Mai 1971 kam es zu einem großen Felssturz, der durch den Gesteinsabbau für den Bau der Rheintalautobahn ausgelöst oder begünstigt worden ist (siehe unten) und eine überregionale Berichterstattung auslöste.

## Topographie, Geografie, Lage und Verkehr
Oberklien (422 m ü. A.) ist von Unterklien (430 m ü. A.) etwa 800 m Luftlinie entfernt und vom Zentrum von Hohenems etwa 2 km.
Oberklien liegt direkt unterhalb von Emsreute (682 m ü. A.), halbkreisförmig angeordnet unter den steil abfallenden Felswänden aus verschiedensten Gesteinsschichten.
In „Schematismus für Tirol und Vorarlberg“ (1839) wird Oberklien als eigenständiger Weiler und Teil von Hohenems angeführt. Ebenfalls im „Provinzial-Handbuch von Tirol und Vorarlberg für das Jahr 1847“.
Es führen relativ schmale Straßen von und zum Ort, die für Durchgangsverkehr nicht (mehr) geeignet sind.
In Oberklien befinden sich zwei Biotope, die im Vorarlberger Biotopinventar als schützenswerte Lebensräume ausgewiesen sind: die Streueflächen Oberklien (Biotop 30105) und das Feuchtbiotop Oberklien (Biotop 30208).

## Gewässer
Durch Oberklien fließen der Oberklienbach (auch: Haselwurzbach), der Ermenbach und ein Gerinne des Wasserwerk Klien (Dornbirn). Das Pumpwerk Klien trägt mit etwa 15 % zur Wasserversorgung der Stadt Dornbirn bei (weitere 35 % kommen aus dem Ebnitertal und 50 % über den Trinkwasserverband Rheintal, Mäder).

## Handwerk, Gewerbe
Der an Oberklien angrenzende sogenannte „Oberer Steinbruch“ im Erlach wurde in den 1930er Jahren von der Familie Büchele betrieben. Bereits zuvor und über Jahrhunderte wurde auch im Bereich Oberklien Gestein abgebaut.

## Wandern, Sport
Der Leiterweg wurde als eine Abkürzung für die Bewohner der Parzelle Emsreute zu den Äckern im Rheintal und den Fabriken im Wallenmahd in Dornbirn gebaut und ist heute eine beliebte Abkürzung auch für Wanderer.

## Religion
Siehe Artikel: Kapellenbildstock Oberklien.

## Felsstürze
Das Gebiet um den Breitenberg ist geologisch sehr unruhig und aufgrund unterschiedlicher Gesteinsschichtungen seit vielen Jahrhunderten bekannt für massive und unkontrolliert auftretende Felsstürze.
Am 7. Mai 1971 lösten sich oberhalb der Wohnhäuser von Oberklien etwa 250.000 m³ Geröll. Die Geröllmassen kamen kurz vor den Wohnhäusern zu stehen. Es wurde niemand verletzt.
Wie später festgestellt wurde, löste sich aus talwärts fallenden Drusberg-Schichten ein Felskeil mit etwa 250.000 m³ aus Kieselkalk und überlagerndem Valangien-Kalk und rutschte in sich zusammenstürzend etwa 100 Höhenmeter zu Tal. Diesem Felssturz ging ein mehrjähriger Abbau von etwa 700.000 m³ Hangschutt und Moräne voraus, welcher für den Bau der Rheintalautobahn gebraucht wurde. Durch den Abbau wurde der bis dahin etwa zu zwei Dritteln in diesem Schutt vergrabene Felskeil aus dem Gleichgewicht gebracht. Der Felskeil kam erst Monate nach Abschluss des Abbaus und ohne witterungsbedingten Anlass in Bewegung. Bemerkt wurde in Oberklien kurz vor dem Felssturz, dass vermehrter Steinschlag eintrat und Unruhe der am Felsen nistenden Vögel sowie durch sich öffnende Spalten. Dadurch konnten die Bewohner im letzten Augenblick evakuiert werden.